# Halogenerator
Halogenerator (generator aerozolu solnego) – urządzenie stosowane w jednym z rodzajów haloterapii, czyli inhalacjach suchym aerozolem solnym. 

## Historia
Inhalacje należą do najstarszych sposobów leczenia, były bowiem zalecane już przez ojca medycyny, Hipokratesa. Stosowany przez niego aparat do inhalacji w postaci garnka i trzcinowej rurki można uznać za pierwszy aparat inhalacyjny. Natomiast pierwszym udokumentowanym aparatem do inhalacji było urządzenie skonstruowane przez Sales-Girona i Auphana w 1849 roku - rok ten uważany jest za przełom w rozwoju wziewalnictwa. Działanie urządzenia opierało się na oddziaływaniu sprężonego powietrza o ciśnieniu 3-4 atmosfer na płyn, który uderzając o płytkę rozdrabniał się na drobne kropelki, tworząc mgłę.
Kolejne dekady przyniosły nowe, coraz to skuteczniejsze urządzenia do inhalacji, m.in. powstała idea wykorzystania w tym celu ultradźwięków, co pozwoliło na zbudowanie aparatów wytwarzających jednorodny aerozol. 
Inhalacje z użyciem suchego aerozolu solnego zalecał Feliks Boczkowski w XIX wieku, który polecał chorym spacery podziemnymi korytarzami Wieliczki. Suchy aerozol solny obecny w podziemnych wyrobiskach górniczych był wynikiem prac wydobywczych w kopalni soli.
Najnowszym osiągnięciem w dziedzinie wytwarzania aerozoli solnych są generatory suchego aerozolu solnego. W odróżnieniu do poprzednich rozwiązań, które działały w oparciu o rozdrabnianie roztworów solankowych, halogeneratory mechanicznie mielą sól.

## Działanie halogeneratora
Działanie halogeneratora polega na mechanicznym mieleniu soli kamiennej poprzez mechaniczne oddziaływanie na kryształy soli. Zmielone w wyniku tarcia cząsteczki otrzymują wysoką powierzchniową energię oraz ujemny ładunek elektryczny. Sterowanie ilością produkowanego aerozolu odbywa się za pomocą mikroprocesora.
Powstałe cząsteczki suchego aerozolu solnego mają rozmiar ok. 0,5-5 µm, co pozwala na dotarcie do najgłębszych partii płuc. Halogeneratory stosowane są w naziemnych grotach solnych, imitując atmosferę czynnej kopalni soli.